# Qinghai Tianyoude Cycling Team/Saison 2010
Dieser Artikel listet Erfolge und Mannschaft des Radsportteams Qinghai Tianyoude in der Saison 2010 auf.

## Saison 2010

### Zugänge – Abgänge
| Zugänge               | Team 2009 | Abgänge      | Team 2010          |
| --------------------- | --------- | ------------ | ------------------ |
| Chen Wu               | Neoprofi  | Jiao Pengda  | MAX Success Sports |
| Deng Ting (ab 01.08.) | Neoprofi  | Shao Xiaojun | Unbekannt          |
|                       |           | Tu Yue       | Unbekannt          |
|                       |           | Wei Kui      | Unbekannt          |

### Mannschaft
| Name          | Geburtstag       | Nationalität        |
| ------------- | ---------------- | ------------------- |
| Chen Wu       | 18. März 1989    | Volksrepublik China |
| Deng Ting     | 17. Januar 1989  | Volksrepublik China |
| Dong Xiaoyong | 26. Oktober 1988 | Volksrepublik China |
| Liu Biao      | 15. März 1988    | Volksrepublik China |
| Lu Yi         | 17. April 1989   | Volksrepublik China |
| Ma Haijun     | 1. Januar 1985   | Volksrepublik China |
| Wei Yuan      | 2. Januar 1989   | Volksrepublik China |
| Wu Peilun     | 16. Juli 1990    | Volksrepublik China |
| Wu Shengjun   | 18. Juni 1987    | Volksrepublik China |